# Mas Pujolars
El Mas Pujolars és una obra de Santa Pau (Garrotxa) inclosa a l'Inventari del Patrimoni Arquitectònic de Catalunya.

## Descripció
És un gran casal al costat de la riera que porta el seu nom, prop del Volcà del Puig Subià. Actualment és un gran edifici de planta quadrada, amb baixos i dos pisos i està coberta a quatre vessants. Només una petita part del casal es troba arranjada com a habitació.
Conserva algunes finestres d'un gòtic finíssim i grans balconades del segle xviii. Annexes a la casa hi ha diferents pallisses de diferents mides i una era molt espaiosa que no conserva els cairons originals.

## Història
Va ser un casal molt important a les acaballes del món feudal. La llinda de la porta principal ens dona la primera data referent a la construcció de la casa: «VADO POIOLA 1S8?». El gran casal va ser ampliat i renovat per Miquel PVUJOLAS 1731, així consta en una llinda de la façana nord. Actualment, i malgrat algunes petites remodelacions, Can Pujolars conserva íntegra la seva estructura primitiva.